# HD 118646
HD 118646，又名CD-2810181，SAO 181825、HR 5128，是一颗恒星，视星等为5.83，位于銀經315.08，銀緯32.19，其B1900.0坐标为赤經13h 33m 4.8s，赤緯-29° 32.19′ 0″。